# Korte brug (Amsterdam)
De Korte brug (brug 1999) is een bouwkundig kunstwerk in Amsterdam-Oost.
De brug maakt onderdeel van de zogenaamde Borneobruggen, waarvan de andere twee leden de Pythonbrug en Lage brug zijn. Haar naam verwijst indirect naar die bruggen. Daar waar de Python- en Lage brug meer dan 90 meter lang zijn, is de "korte brug" slechts 27 meter lang. Ze ligt tussen het Botteliersplein en de Stokerkade.
Alle drie de bruggen zijn ontworpen door Adriaan Geuze van architectenbureau West 8. Geuze koos voor deze plek voor een standaard brug, de Python- en Lage brug zijn rood van kleur en grillig van vorm. De Korte brug is grijs en heeft een standaard overspanning zonder brugpijlers. De brug met vermoedelijk twee boogvormige stalen liggers rust op twee landhoofden. Het dek wordt gevormd door stenen platen. Tussen die platen steken de balusters omhoog die de balustrades en leuningen (een brede en een smalle) dragen.
Amsterdam kende eeuwenlang de Langebrug over het Rokin; zij werd rond 1937 gesloopt.
<<< · 1900 · 1901 · 1902 · 1904 · 1906 · 1907 · 1908 · 1909 · 1910 · 1911 · 1913 · 1914 · 1915 · 1916 · 1917 · 1919 · 1920 · 1922 · 1923 · 1925 · 1927 · 1929 · 1930 · 1931 · 1932 · 1933 · 1935 · 1936 · 1937 · 1938 · 1939 · 1940 · 1941 · 1942 · 1944 · 1945 · 1946 · 1947 · 1948 · 1949 · 1950 · 1951 · 1952 · 1953 · 1954 · 1955 · 1956 · 1957 · 1958 · 1959 · 1960 · 1961 · 1962 · 1963 · 1964 · 1965 · 1966 · 1967 · 1968 · 1969 · 1970 · 1971 · 1972 · 1973 · 1974 · 1975 · 1976 · 1977 · 1978 · 1979 · 1980 · 1981 · 1982 · 1983 · 1984 · 1985 · 1986 · 1987 · 1988 · 1989 · 1990 · 1991 · 1992 · 1993 · 1994 · 1995 · 1996 · 1997 · 1998 · 1999 · >>>
Brugnummers 1903, 1905, 1912, 1918, 1921, 1924, 1926, 1928, 1934, 1943 zijn niet (meer) in gebruik (januari 2021)